# Hickelia perrieri
Hickelia perrieri är en gräsart som först beskrevs av Aimée Antoinette Camus, och fick sitt nu gällande namn av Soejatmi Dransfield. Hickelia perrieri ingår i släktet Hickelia och familjen gräs. Inga underarter finns listade i Catalogue of Life.